# سیارک ۲۶۵۲۲
سیارک ۲۶۵۲۲ (به انگلیسی: 26522 Juliapoje، نامگذاری:2000CZ83)۲۶۵۲۲مین سیارک کشف شده‌است که در ۰۴ فوریه ۲۰۰۰ کشف شد.